# Lodewijk II van Chalon-Tonnerre
Lodewijk II van Tonnerre (1380-1422) was een zoon van Lodewijk I van Tonnerre en Maria van Parthenay. Hij volgde zijn vader op in 1398 als graaf van Tonnerre. Tegelijkertijd erfde hij bezittingen van zijn oom Jan (Châtelbelin en Orgelet). Lodewijk was in 1402 gehuwd met Maria, dochter van Guy van Trémoille, hertog van Guînes. Lodewijk had geen wettige erfgenamen, zodat zijn broer Hugo hem opvolgde.
Door het houden van grote feesten raakte Lodewijk II in de schulden. Hij werd verliefd op Jeanne de Perellos,een hofdame van de hertogin van Bourgondië, die hij in 1406 ontvoerde. De hertog verklaarde hem vervallen van zijn lenen en liet de koning van Frankrijk het graafschap Tonnerre confisqueren. Vervolgens verwierf de hertog het graafschap. Lodewijk II sloot zich daarop aan bij de vijanden van Bourgondië, de partij van Orléans. In 1410 volgde een verzoening en keerde Lodewijk terug naar Tonnerre, waaruit hij in 1411 opnieuw werd verdreven. Hij veroverde de stad tweemaal terug, in 1411 en 1414, en verwoestte de Bourgondische bezittingen. Ten slotte verloor hij ook Châtelbelin, dat hem door het parlement van Dole in 1413 werd ontnomen. Vervolgens diende hij in het leger van koning Karel VII van Frankrijk tegen de Engelsen en de Bourgondiërs. 
Zijn enige zoon, Jan bastaard van Chalon, werd door koning Karel VI van Frankrijk gewettigd en kreeg van zijn tante de heerlijkheid Ligny-le-Châtel.
Literatuur:
Lexikon des Mittelalters